# Capcinois
Le capcinois, ou capcirois est un sous-dialecte du roussillonnais (dialecte catalan) parlé dans le Capcir, dans le département français des Pyrénées-Orientales.
Il est notable car il présente de multiples traits de transition vers l’occitan languedocien,.
Selon Joan Coromines, le capcinois actuel se caractérise fondamentalement par son grand archaïsme et serait resté extrêmement proche du roussillonnais médiéval, bien qu'il ait perdu certains caractères occitans à cause d’une influence des autres parlers catalans plus au sud.

## Caractéristiques
Son trait le plus notable est l’altération du ū latin en [ø], contre [u] dans la quasi-totalité du domaine catalan, et [y] en occitan (l’un des traits phonétiques différentiels les plus importants entre les deux langues),,. On retrouve ce trait dans certains parlers languedociens contigus (une mince frange méridionale littorale parcourant biterrois, montpelliérain, narbonnais, donesanais et une partie du département de l'Aude).
Le u issu de la diphtongaison conditionnée de ŏ tonique connaît le même sort. Par exemple : ŏcŭlu(m) > ŏclu > *uoll (uòlh dans certains parlers occitans) > ull ([ˈuʎ]/[ˈuj] en catalan général, mais [ˈøʎ] en capcinois),.
D’autres traits caractéristiques sont :
- Maintien de la diphtongue latine au (comme en occitan), réduite en o en catalan général[4],[5] ;
- Maintien de [z] issu de d, ti, ce et ci prétoniques latins, comme en occitan[10] :  pēdŭcŭlu(m) (classique pēdĭcŭlus) > posoll ([puˈzuʎ]), poll ([ˈpoʎ] / [ˈpoj], prononcé [ˈpuʎ] dans le reste du roussillonnais) en catalan général[11], pesolh / posolh en occitan ;